# 卤代甲烷
卤代甲烷化合物是甲烷（CH4）当中一个或多个氢被卤素取代基（主要是氟（F）、氯（Cl）、溴（Br）、碘（I））所取代的化合物。卤代甲烷可以在海洋环境的自然界存在，也可以由人工制成，最受注意的是作为制冷剂、溶剂与及推进剂等。很多卤代甲烷由于曝露在高空的紫外光中会破坏保护地球的臭氧层而受到广泛注视。

## 合成

### 工業合成
各種鹵代甲烷可以通自由基取代反應合成。有能量(熱或紫外線)的輸入下，鹵素均裂成兩個自由基。甲烷和自由基發生鏈增長，產生甲基自由基({\displaystyle {\ce {CH3.}}})。生成的{\displaystyle {\ce {CH3.}}}不穩定，與鹵素生成鹵代甲烷。

{\displaystyle \mathrm {X} -\;\mathrm {X} \;\xrightarrow {UV/heat} \;{\mathrm {X} \cdot }+{\mathrm {X} \cdot }}

{\displaystyle {\ce {CH4 + X. -> CH3. + H-X}}}

{\displaystyle {\ce {CH3. + X-X -> CH3X + X.}}}

其中X表示鹵素

此反應還可生成二鹵甲烷。

{\displaystyle {\ce {CH3X + X. -> CH2X. + H-X}}} 

{\displaystyle {\ce {CH2X. + X-X -> CH2X2 + X.}}} 

三鹵甲烷及四鹵甲烷亦然。

### 自然界合成
陸生植物、真菌、光合微生物等可自行合成鹵代甲烷，這些植物都擁有卤代甲烷转移酶。
小部分熱帶植物可合成氯甲烷，如藜木科植物有氯甲烷轉移酶。

## 危害
卤代甲烷大多含有毒性，其中氯甲烷和溴甲烷破壞臭氧層，而碘甲烷則影響氣膠和臭氧的生成。

## 用途
鹵代甲烷可用作熏蒸劑以驅蟲。此外，鹵代甲烷還是無數化學反應的前體